# Positif (revista)
Positif es una revista mensual francesa dedicada al campo del cine y la cinematografía. Fue fundada en 1952 por cuatro estudiantes de Lyon, entre ellos Marcel Oms. 

## Historia

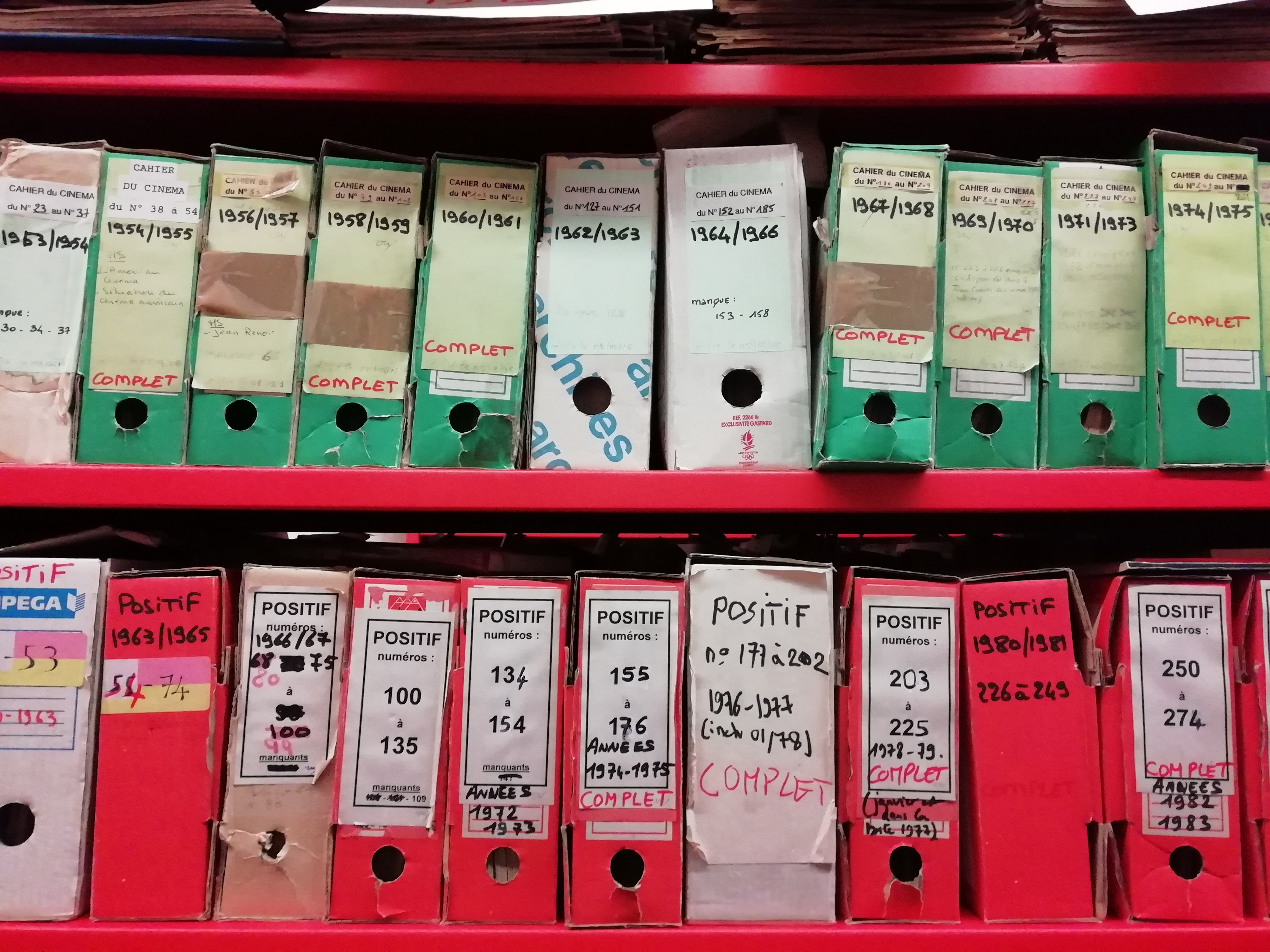
Revistas Positif y Cahiers du cinéma en los archivos de la Cinemateca de Grenoble. Imagen de 2019.

Positif fue fundada en mayo de 1952 por cuatro estudiantes del Lycée du Parc de Lyon.  El primer redactor jefe fue Bernard Chardère, en una primera etapa en la que la revista imprimía tres mil ejemplares.  Desde sus inicios, la revista -escrita por colaboradores no profesionales- basó su éxito en una sistematización profunda de sus análisis cinéfilos, alejados tanto del ideario del gaullismo como del estalinismo.  Positif representó a menudo lo opuesto a los conocidos Cahiers du Cinéma,  llegando a formar dos escuelas distintas en la cinefilia francesa.
La revista fue editada por Eric Losfeld desde 1959.   Después de publicar un artículo sobre Orson Welles en 1963, Michel Ciment se convirtió en miembro del comité editorial de la revista. En 1966 fue ascendido a redactor jefe.
En la década de 1960, con una tirada que se estabilizó en 9.000 ejemplares, la revista se convirtió en una publicación de noticias, información diversa y conocimiento profundo.  En la década de 1970, la revista pasó de editarse en Lyon a elegir París como nueva sede. Una serie de desacuerdos se acentúan en esta década y socavan la cohesión del grupo de editores. 
En 2012, durante el sexagésimo aniversario de la revista, el director de la publicación Michel Ciment afirma que la revista edita de 12.000 a 13.000 ejemplares mensuales y cuenta con 4.000 suscriptores. 
Positif ha sido impresa por diferentes editoriales a lo largo de los años y actualmente está publicado por Actes Sud en colaboración con el Instituto Lumière .